# キム・ヒジン
キム・ヒジン（朝鮮語: 김희진、英語: Kim Hee-Jin、1991年4月29日 - ）は、韓国の女子バレーボール選手。韓国代表。

## 来歴
釜山広域市出身。小学時代は走高跳の選手として活躍した。ソウル特別市の中学校に進学し、バレーボールを始める。2007年にはユース代表に選出されている。どのポジションもこなすオールラウンダーで高校時代にはヨンギョン2世の逸材と謳われた。2009年のFIVBワールドグランプリで代表デビューし、同年のグラチャンバレー2009にも出場した。
2010年に韓国Vリーグ6番目のチームであるIBK企業銀行アルトスが創設されると、優先ドラフトの指名を受け同チームに入団した。
2012年5月のロンドンオリンピック世界最終予選兼アジア予選で、韓国代表に抜擢された。5月23日の日本戦で不調のファン・ヨンジュに代わりコートに立ち、22連敗中であった日本戦勝利の立役者となった。続くオリンピック本戦でも32年ぶりとなるベスト4進出に大きく貢献した。
国内の2012-13年シーズンでは、アレシア・リキューリック（ウクライナ出身）とともにチームを牽引し、アルトス創部2年目にして初優勝の栄誉に浴した。
2013年9月アジア選手権の3位決定戦の中国戦勝利に貢献し、銅メダルを獲得した。2014年9月のアジア競技大会で金メダルを獲得した。2015年のワールドカップ、2016年リオ五輪では主力として活躍した。

## 球歴
- 韓国代表 - 2009年-
- オリンピック - 2012年、2016年
- ワールドカップ - 2011年、2015年
- グラチャン - 2009年
- ワールドグランプリ - 2009年、2012年、2014年、2017年
- アジア選手権 - 2011年、2013年、2015年、2017年

## 受賞歴
- 2013年 KOVOカップ MVP
- 2015年 日韓Vリーグトップマッチ MIP

## 所属チーム
- IBK企業銀行アルトス （2010年-）